# Bogata, Texas
Bogata là một thành phố thuộc quận Red River, tiểu bang Texas, Hoa Kỳ. Năm 2010, dân số của xã này là 1153 người.

## Dân số
- Dân số năm 2000: 1396 người.
- Dân số năm 2010: 1153 người.